# Eliteförderung
Eliteförderung nennt man die Heranbildung von gesellschaftlichen Eliten (beispielsweise Bildungseliten, Reflexionseliten, Funktionseliten). Ihre Bedeutung war und ist jedoch umstritten.
Die Verfahren der Eliteförderung sind innerhalb der Nationen, auch innerhalb Europas, sehr unterschiedlich. Während beispielsweise Frankreich auf Zentralisierung (zum Beispiel  die ENA) setzt, folgt Deutschland einem dezentralisierten Modell, etwa in Form der Begabtenförderung durch zahlreiche Begabtenförderungswerke. 